# Conferencia de las Naciones Unidas sobre el Cambio Climático de 2008
La XIV Conferencia del Marco de las Naciones Unidas sobre el Cambio Climático (MNUCC) se celebró en Poznań, Polonia, del 1 al 12 de diciembre de 2008, al mismo tiempo que la Cuarta Reunión del Protocolo de Kioto. Se trata de un foro para el debate político a propósito del problema del cambio climático. Mientras que las conferencias del MNUCC se celebran cada año desde 1995, las conferencias post-Kioto se celebran anualmente desde 1997, y ambas coincidan cada año. Después de la Conferencia de Bali 2007, la conferencia de Posnania marca el lanzamiento de un nuevo ciclo de negociaciones para preparar la conferencia de Copenhague 2009, en la que se debe fijar nuevos objetivos para reemplazar los del Protocolo de Kioto, que termina en 2012.

## Organización
Organizado por la Secretaría de la Convención Marco de las Naciones Unidas sobre el Cambio Climático (CMNUCC), la Conferencia reunió a unos 11 000 participantes de más de 190 países: los ministros responsables del medio ambiente o del cambio climático, las delegaciones de los gobiernos, las instituciones internacionales, las organizaciones no gubernamentales especializadas en medio ambiente, las empresas y la investigación, y los medios.
Además de las sesiones plenarias y reuniones de grupos de trabajo, se celebró antes y durante la conferencia una serie de eventos (exposiciones, presentaciones, seminarios, debates, exposiciones, etc.). Todos tenían el objetivo común de llamar la atención del público en general sobre cuestiones relacionadas con el cambio climático.

## Objetivos
- Desarrollar un plan de acción y programas de trabajo para un año de negociaciones, después de un año de discusiones.[3]
- Realizar progresos importantes en muchas cuestiones todavía por debatir para garantizar la aplicación del Protocolo de Kioto.
- Garantizar la convergencia de los puntos de vista sobre para el establecimiento de nuevas medidas para luchar contra el cambio climático.
- Confirmar el proceso y el calendario fijados hacia la conferencia de Copenhague.